# グラフィカルラッソ
統計学において、グラフィカルラッソは多変量正規分布に従う観測から精度行列（共分散行列の逆行列）を推定するアルゴリズム。

## 問題設定
{\displaystyle X_{1},X_{2},\ldots ,X_{n}} が多変量正規分布 {\displaystyle N(0,\Sigma )} から得られたとするとき、 精度行列 {\displaystyle \Theta =\Sigma ^{-1}}を推定する。
グラフィカルラッソでは、以下の対数事後確率を最大化するような {\displaystyle {\hat {\Theta }}}  を推定する:
{\displaystyle {\hat {\Theta }}={\underset {\Theta \geq 0}{\operatorname {argmax} }}\left(\operatorname {tr} (S\Theta )-\log \det(\Theta )+\lambda \sum _{j\neq k}|\Theta _{jk}|\right)}
ただし、 {\displaystyle S}は標本共分散行列であり、{\displaystyle \lambda } は正則化パラメータ。グラフィカルラッソの拡張として、定常過程としてモデル化できるデータを扱う拡張も提案されている。

## 応用
- Rのパッケージglasso[3]
- Python の Scikit-Learn の GraphLasso() 関数[4]